# 존 라로켓
존 래러켓(John Larroquette, 1947년 11월 25일 ~ )은 미국의 배우이다.

## 출연 작품
- 카메라 스토어 (2016)
- 서든 데쓰 (2010)
- 더 스톰 (2009)
- 그린 랜턴: 퍼스트 플라이트 (2009)
- 피니와 퍼브 (2007)
- 킬 유어 달링스 (2006)
- 사우스랜드 테일 (2006)
- 레시피 포 디재스터 (2003)
- 킹덤 판타지 (2000)
- 그녀가 위대하지 않나요 (2000)
- 디펜더스 - 페이백 (1997)
- 리치 리치 (1994)
- JFK (1991)
- 위기의 사생활 (1990)
- 초능력 형사 바비 (1989)
- 데이트 소동 (1987)
- 환상의 휴가 (1985)
- 날 선택해요 (1984)
- 미트볼 2 (1984)
- 히스테리컬 (1983)
- 환상 특급 (1983)
- 에센스 (1982)
- 캣 피플 (1982)
- 에메랄드의 눈 (1981)
- 괴짜들의 병영 일지 (1981)
- 상태 개조 (1980)
- 방황의 도시 (1980)
- 필사의 스턴트 작전 (1980)
- 제8 전투 비행대 (1976)
- 텍사스 전기톱 학살 (1974)
- 폴로우 미, 보이즈! (1966)

### 텔레비전
- 더 라이브러리언 시즌1 (2014)
- 더 레이트 레이트 쇼 위드 크레이그 퍼거슨 (2005)
- 조이 (2004)
- 배트맨 - 2004년 시리즈 (2004)
- CSI - 뉴욕 (2004)
- 댈러스 (1978)